# Chapelle Notre-Dame-de-la-Fontaine de Chièvres
 (mai 2012).
Si vous disposez d'ouvrages ou d'articles de référence ou si vous connaissez des sites web de qualité traitant du thème abordé ici, merci de compléter l'article en donnant les références utiles à sa vérifiabilité et en les liant à la section « Notes et références ».
Pour les articles homonymes, voir Notre-Dame et Fontaine.
La chapelle Notre-Dame-de-la-Fontaine est un petit édifice religieux catholique sis au centre de la ville de Chièvres (rue Notre-Dame), dans la province de Hainaut, en Belgique. La chapelle, détruite et reconstruite à plusieurs reprises, apparaît aujourd'hui dans le style néogothique des années 1890 en vogue lors de sa dernière reconstruction. Selon la tradition, une statuette miraculeuse de la Vierge se trouvait à cet emplacement, au bord d'une fontaine, fixée à un sureau. Ève de Chièvres fit alors ériger une chapelle vers 1130, où elle fit placer la statuette miraculeuse.

## Histoire de l’Avènement de Notre-Dame de la Fontaine

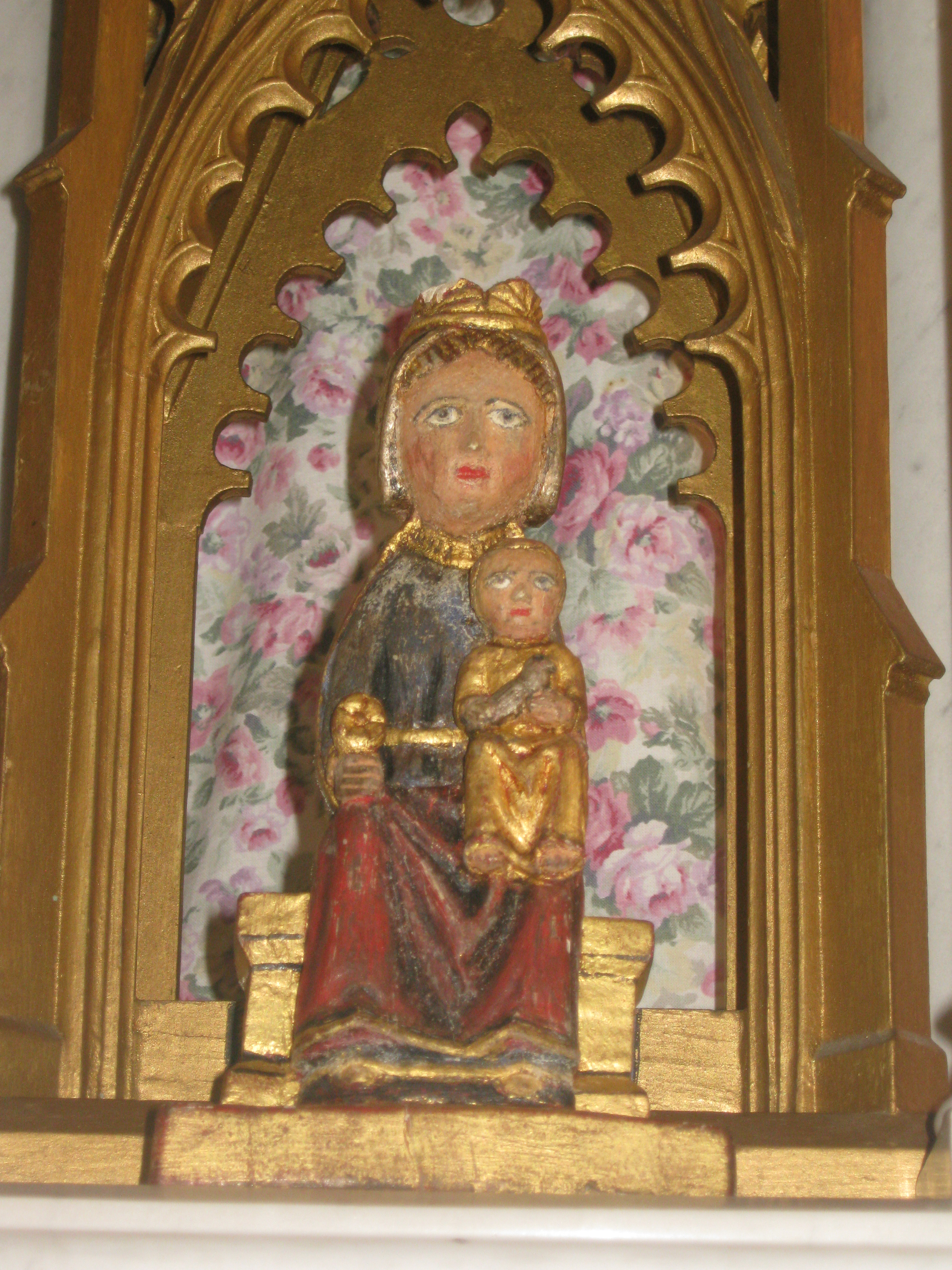
Statue de Notre-Dame de la Fontaine, dans la chapelle

L’abbé Lafontaine, curé-doyen de Chièvres (1875), parle ainsi de Notre-Dame de la Fontaine, dite également « Notre-Dame du Séhu », en la cité de Chièvres (séhu est, notamment en dialecte picard, un autre nom du sureau) :
« 
Il est vraiment remarquable que Dieu ait pris plaisir à implanter dans le Hainaut le culte de la Sainte Vierge, par des faveurs si extraordinaires, que nulle part il n’a fait plus de miracles pour inspirer la dévotion envers Elle ; et cela en plusieurs endroits : de sorte qu’un dévot pèlerin, en deux ou trois heures de route, peut rendre ses hommages à trois ou quatre Statues très célèbres par leurs miracles.
Celle de Chièvres est entre celles de Tongre et de Cambron ; et elles sont si rapprochées, qu’on peut les visiter et les servir toutes trois, en trois heures de pèlerinage.
À quelques lieues de là (…), on rencontre Notre-Dame de Hal, pèlerinage très ancien et fort fréquenté ; ensuite, Notre-Dame d’Acren et l’Image de Notre-Dame de Bon-Secours, à Péruwelz ; à peu de lieues encore, Notre-Dame de Grâce, à Cambrai. (…)
Chièvres est une petite ville fort bien située. Elle était très jolie et l’on y rencontrait de beaux monuments, avant le 12 septembre 1574, jour où elle fut incendiée par ordre de Louis XIV, roi de France. (…) L’église paroissiale est belle et bien bâtie. Elle est surmontée d’une tour fort élevée et de superbe structure, qui lui sert de clocher. A cinquante pas de ce monument, jaillit une source d’une eau pure et limpide et la meilleure possible. C’est près de cette source que fut trouvée l’Image miraculeuse, vénérée à Chièvres. (…)
Primitivement, la statuette se trouvait dans le tronc d’un sureau, croissant au bord de la fontaine. (…) D’abord, l’Image miraculeuse était appelée Notre-Dame du Sureau ('Séhu' en patois local), également à cause de l’endroit, où elle fut découverte [et] où elle opère de si grands et si admirables prodiges (…)

De là vient que la Très Sainte Vierge y est honorée en cette Image, sous le titre de Notre-Dame de la Fontaine. »

### Chapelle Notre-Dame-de-la-Fontaine
L'édifice actuel de style néogothique, dû à l’initiative de l'abbé Lambert, curé-doyen, fut inauguré le 14 mai 1893. L'architecte en fut l'abbé Vital Duray. Il remplace l'ancien lieu de culte dédié à Notre-Dame de la Fontaine. 

L'édifice est surmonté d'un haut clocher, qui domine les toits des maisons avoisinantes. De plan cruciforme, la chapelle se compose d'une nef, d'un chœur à trois pans et d'un transept.

Le puits de Notre Dame de la Fontaine, remplacé en 1890, est toujours présent. D’après les inscriptions, il s'agit d'un réemploi du XVIIIe siècle. Le puits est en marbre noir, il était à l'origine orné de colonnettes en marbre vert et la partie supérieure est de marbre rouge et blanc. Sur le puits sont inscrites les mentions suivantes :
« Avant l'an 1200 sur un sehu, près de cette source se trouvait l'image miraculeuse de Notre Dame de la Fontaine. Ici tous les maux trouvèrent remède ».

Au centre du chœur se dresse l'autel de marbre blanc, donné en 1893 par Adhémar Daubechies et ses enfants. Il accueille la statuette de Notre-Dame de la Fontaine. L'ancienne statuette de bois datant du Xe siècle a disparu.

### Histoire de la chapelle
Le premier édifice remontant à 1130  fut réalisée à la demande d'Ide de Chièvres, plus connue sous le nom d'Eva.

En 1315, construction d'une chapelle plus importante.

La chapelle fut progressivement dotée et embellie: en 1571 par des tableaux de J. Daumeries, en 1588 par une clôture avec balustres de Ghislain de Beauraing, en 1592 par un nouvel autel, en 1601 par des orgues fournies par Jean Morelle de Mons.

En 1581, la confrérie dite "de la chandelle", établie dans la chapelle bénéficie d'indulgences accordées par le pape Grégoire XIII.

En 1617, une bulle papale confère indulgence plénière à qui participe à la procession du Pèlerin.

En 1632, ajout d'un chœur sur l'initiative de Mathias Bar, prélat de Vicogne. Le puits remplaçant la fontaine est au milieu de la nef.

En 1781, commande d'un dôme à jour à Léopold Duray.

En 1793, on y trouve 3 autels, celui de la Vierge et ceux de Saint-Jean et de saint Philippe de Néri, un doxal avec son orgue, un clocher avec 2 cloches. S'y trouvait également une tribune à l'usage de la famille d'Egmont.

En 1798, lors de l'occupation révolutionnaire française, la chapelle Notre-Dame-de-la-Fontaine fut vendue et démolie.

### Miracles
En 1579, Nicolas Populaire (10 ans) de Lens, fut guéri d'une contraction de nerfs qui était si puissante que ses genoux restaient collés à sa poitrine. Ses deux sœurs le firent pèlerin de Notre-Dame-de-la-Fontaine, et leur mère fit souhait de devenir pèlerine elle aussi. À ce triple souhait le miracle se produisit, les membres de Nicolas se relâchèrent et il courut s'agenouiller devant Notre-Dame. Pour que personne n'oublie ce miracle, des traces en restèrent. Nicolas ne manqua à aucune procession de porter la croix de procession pied-nus et vêtu tout de blanc pour remercier le Seigneur et la très sainte Vierge.

### Neuvaine en l'honneur de Notre-Dame
En 1893, la confrérie de Notre-Dame fut également rétablie par monseigneur Du Roussaux, évêque de Tournai.

En 1993, à la même date jour pour jour, l'abbé Paul Druet, ainsi que le comité du pèlerin, décidèrent de marquer le centenaire de la réédification de la chapelle. On organisa une neuvaine durant la semaine de la fête de l'ascension. La statue de la vierge se voyait accueillie dans les différents quartiers de la ville, avec des célébrations spécifiques pour chaque jour. Cette neuvaine se clôturait le lundi suivant l'Ascension par une messe solennelle et une procession.

## Prière à Notre-Dame de la Fontaine
Notre-Dame,

tu es la Fontaine d’eau pure

où vient reposer l’Esprit-Saint.

Donne-nous de faire silence,

d’entendre les appels de Dieu,

d’être comme toi disponible

pour accomplir Sa volonté.

Tu es la Fontaine de grâces

où viennent puiser tes enfants.

Fais grandir notre peu de foi,

aujourd’hui comme par le passé,

préserve-nous de tout danger,

à nos malades, rends la santé.

Tu es Fontaine de sagesse

où s’abreuvent les pèlerins.

Fais-nous goûter les Evangiles,

ouvre nos cœurs au pardon,

calme les esprits angoissés,

tourne nos regards vers le Ciel.

Notre-Dame de la Fontaine,

nous avons toute confiance en toi.

Amen.

Notre-Dame de la Fontaine, priez pour nous.
Notre-Dame de la Fontaine est vénérée à Chièvres depuis le XIIe siècle. Sa fête, le dimanche après l’Ascension, est célébrée à l’église paroissiale par une messe solennelle et suivie de la « Procession du Pèlerin ».